# Međugorje

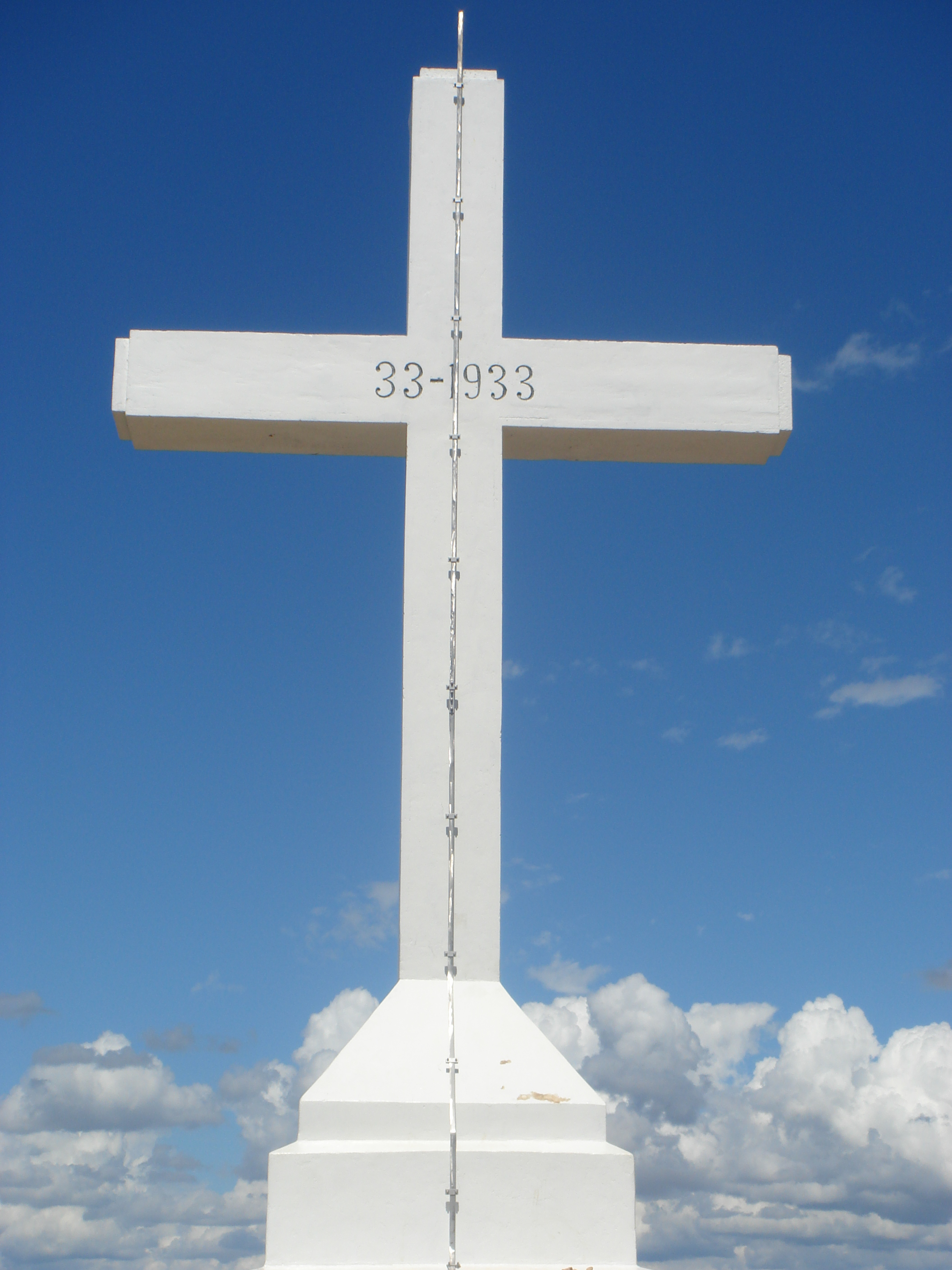
Kereszt a Križevac hegyen

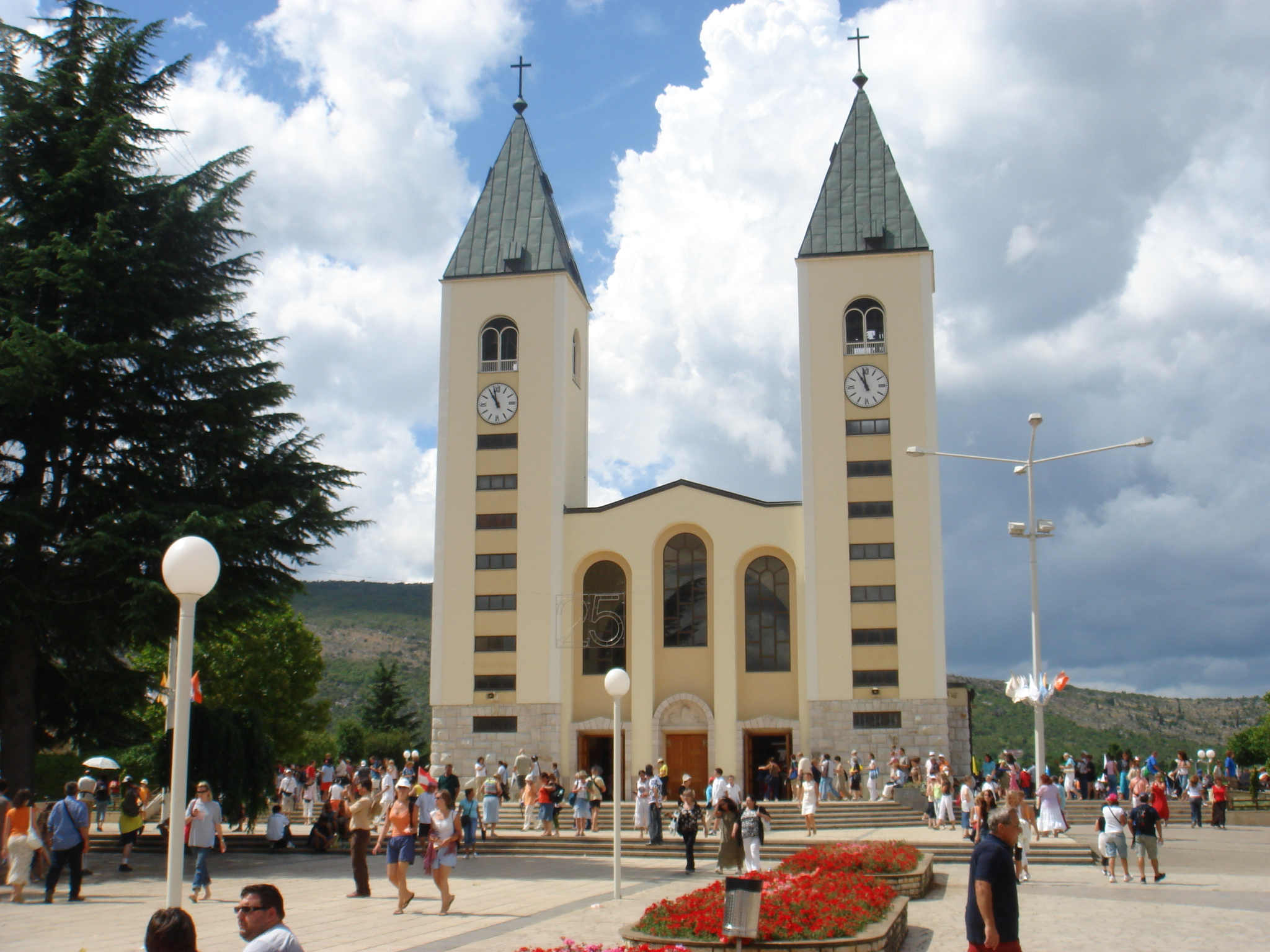
Szent Jakab-templom

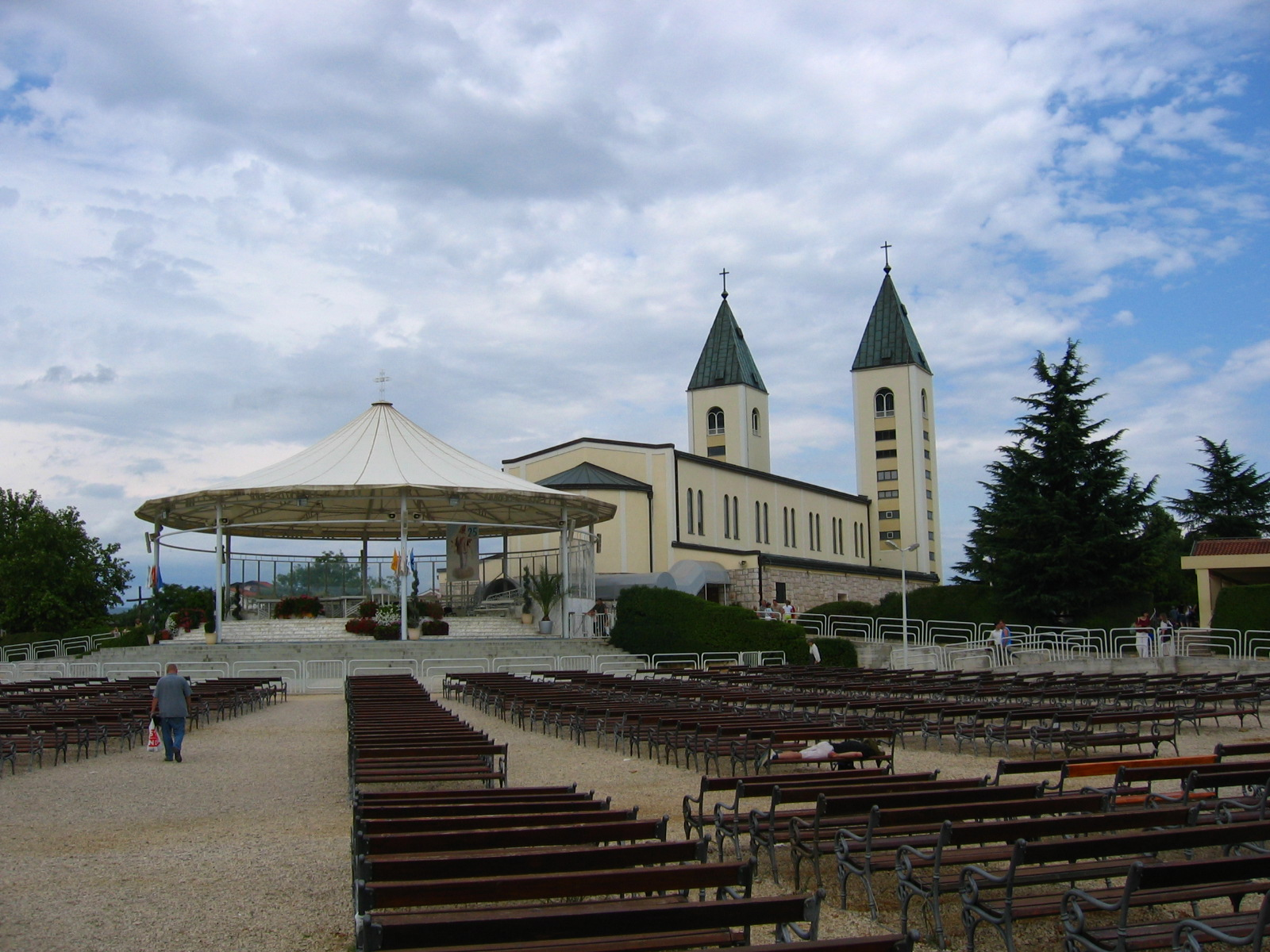
Imahelyek

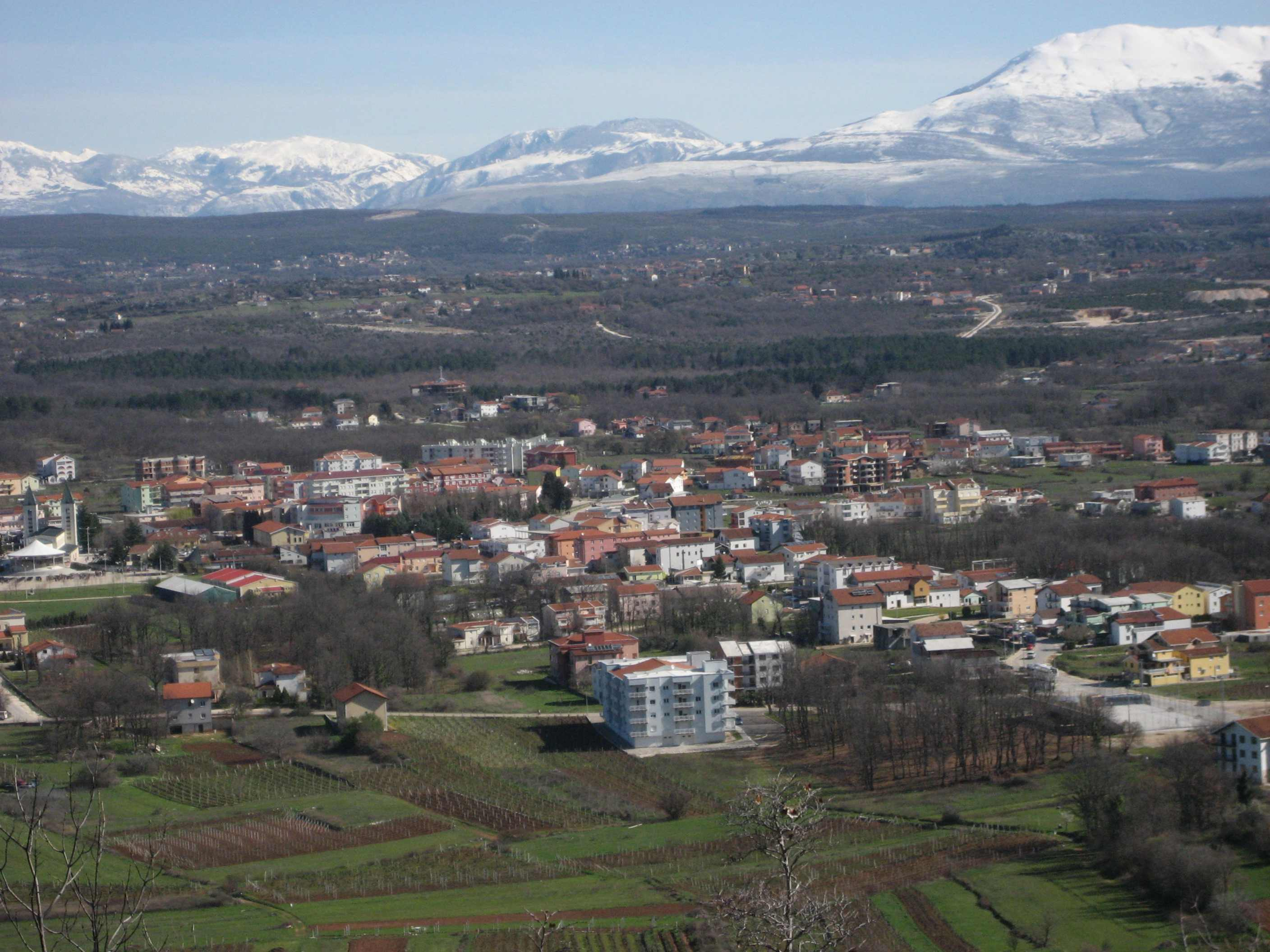
Medjugorje látképe a keresztútról

Međugorje (IPA: [ˈmɛdʑuɡɔːrjɛ], jelentése: ’hegyköz’) helység Bosznia-Hercegovina Čitluk körzetében, Hercegovina többségében horvátok által lakott területén.
A helység nemzetközi ismertségre tett szert 1980-tól kezdve olyan események révén, melyekben fiatalok azt újságolták, hogy megjelent nekik Szűz Mária. A római katolikus egyház ezeket a jelenéseket egyelőre nem ismerte el, további vizsgálatokat tart szükségesnek  Ennek ellenére minden évben számos katolikus és más vallású zarándok keresi fel a helyet.

## Vallás

### Mária-jelenések
Állítólag 1981. június 24. óta megjelenik ott a Szűzanya, és üzeneteket ad át, amelyek a béke, a hit, a megtérés, az ima, a böjt és a bűnbánat témáit taglalják. Minden hó 25-én egy üzenet járja be innen a világot.
Szemben más Szűz Mária-jelenésekkel Međugorje követői nemcsak úgy tisztelik mint „Boldogasszonyt” („Gospa“), hanem mint „A béke királynőjét“ is.

### Zarándokok
Csaknem egymillió zarándok látogatta azóta a kisvárost.
Például 2001 áprilisában 180 000 hívő áldozott a helyi plébánia területén és a szentmisét 4490 (bel- és külföldi) pap celebrálta együttesen.
2006 júniusában 200 000 oltáriszentséget szolgáltatott ki 4503 pap.

### A római katolikus egyház álláspontja

#### A világegyház álláspontja
A római katolikus egyház 2024-ben pozitív irányban újitotta meg álláspontját Medjugorjével kapcsolatban, és Ferenc pápa, hosszas kivizsgálás és a jó gyümölcsök eredményekênt  "Nulla Osta" ( semmilyen ellenvetés nem áll fenn) egyházi álláspontot rögzìtett, amelyet a vizsgálatok alapján ( Ruini-jelentés )a következő 4 főbb ajánlási pontban foglaltak össze:
  1. Medjugorje kivizsgálása a Vatikán közvetlen fennhatósága alatt áll.
  2. A katolikus egyház által Medjugorjébe szervezett zarándoklatok engedélyezve vannak.
  3. Medjugorje az egyház pápai zarándokhelyének lett nyìlvánítva.
  4. Az első jelenésekkel kapcsolatban már most kimondható, hogy hitelesek és természetfeletti eredetűek.
5. A 2025-ös jubileumi év alatt szervezett zarándoklatokon, az egyház ajánlásának megfelelő módon elvégezve, Medjugorjében teljes búcsù elnyerésére van lehetőség (2025. Február 20-i Apostoli Határozat)
Az idevezető út azonban hosszù és nehèzségekkel teli volt, ahogy azt az alábbi kronológiai összefoglaló is szemlélteti a teljesség igénye nélkül:
Egyik első (viszonylag korai) megnyílvánulásként, a Mária jelenèsek valódiságára vonatkozó kérdésre a Hittani Kongregáció az 1991-ből származó, az akkori összjugoszláv püspöki konferencia ítéletével válaszolt: „Az eddigi vizsgálatok tükrében nem lehet megerősíteni, hogy természetfeletti jelenségekről lenne szó”.
Hivatalos jellegű (vagyis püspökségek és katolikus közösségek szervezésében megvalósítani kívánt) zarándokutak eszerint nem voltak engedélyezettek. 
„Magán” zarándokutak, azaz olyan privát, lelki célokból megtett utak csak azzal a feltétellel voltak engedélyezettek, hogy azok nem egy autentikussá tétel célját követik.
Egy 1998. július 22-i írásában Joseph Ratzinger kardinális, a későbbi XVI. Benedek pápa állitólag úgy nyilatkozott, hogy a neki és II. János Pál pápának tulajdonított pozitív állásfoglalások Međugorje esetében kitalációk.
A Hittani Kongregáció 2008. május 30-án Tomislav Vlašić ferences atya, a jelenséget látók akkori lelki gondozója ellen (ő váltotta le Jozo Zovko atyát, akit börtönbe zártak) az egyházi tilalom (latinul interdictum) egyházi büntetését szabta ki néhány, az egyházi fegyelem elleni vétsége miatt. Őt 2009-ben XVI. Benedek pápa saját kívánságára laicizálta, ezért elhagyta a ferences rendet
2008-ban megerősítették, hogy egy vatikáni vizsgálóbizottságot állítottak fel. Ennek feladata – Vinko Puljić bíboros, Vrhbosna-Szarajevó érseke szerint – mind az állítólagos Mária-jelenések, mind a helyi plébánosok pásztori ténykedésének kivizsgálása. A már 2006-ban felállított bizottság arra az eredményre jutott, hogy a hangoztatott jelenések nem természetfelettiek; Puljić bíboros 2009 novemberében úgy nyilatkozott, hogy további vizsgáló bizottságok felállítására sor kerülhet, azonban nincs ilyen terv.
2009 novemberében a Hittani Kongregáció megerősítette a helyi püspök teljes autoritását Međugorjéra vonatkozóan és magáévá tette annak elutasító álláspontját az állítólagos jelenésekkel kapcsolatban.
2010-ben felállítottak egy nemzetközi bizottságot a Vatikánban az ügy kivizsgálására, amelyeken meghallgatták többek közt Ratko Perić mosztari püspököt, valamint Ivan Sesar hercegovinai ferences tartományfőnököt. Mirjana Soldo látnok 2011. június 8-án az olaszországi Terniben, Ivan Dragićević látnok június 12-én Münchenben tett vallomást. Nem ismeretes, hogy a látnokokat a korábban elvégzett tudományos vizsgálatokon felül újabbaknak is alávetik-e majd. 2014. január 17-én volt a záróülés. Az eredményeket a Hittani Kongregációnak adták át további vizsgálatra.
A Ruini-jelentés eredményeit 2017-ben hozta nyilvánosságra Ferenc pápa. A több éves kutatómunkát végző csoportban teológusok és kánonjogászok mellett pszichológusok és egy antropológus is dolgozott. A 2017. májusában kiadott jelentés szerint „az 1981. június 24. és július 3. közötti (első) jelenéseknek volt természetfölötti eredete, a többinek nem.” 

2019. május 12-én Henryk Hoser, a međugorjei plébánia különleges apostoli vizitátora és Luigi Pezzuto, Bosznia-Hercegovina apostoli nunciusa a kegyhely vasárnapi szentmiséjén bejelentette, hogy Ferenc pápa döntése nyomán az egyházmegyék és plébániák hivatalosan is szervezhetnek ide zarándoklatokat. Ez nem jelenti az itt történt események elismerését – azokat az Egyháznak tovább kell vizsgálnia –, de figyelembe veszi az ide látogatók által tapasztalt bőséges kegyelem gyümölcseit.

#### Az egyházmegye püspökének álláspontja
Ratko Perić, a Mostar-Duvno püspökség püspöke ugyanúgy, mint előde Pavao Žanić a hangoztatott jelenésekkel szemben nagyon szkeptikus állásponton van. Előadásaiban és írásaiban ismételten azt nyilatkozta, hogy a jelenés szemtanúinak adatai nagyon bizonytalan lábakon állnak és az ő jövendöléseik kontextusában a trükközés és hazugság vádjával illette a szemtanúkat A međugorjei plébániatemplomban 2006. június 15-én tartott prédikációjában annak adott hangot, hogy időközben valami az „egyházszakadáshoz hasonló” lépett fel.
Az eddigi helyi illetékességű püspököknek ezeket a negatív nyilatkozatait, mint az évtizedes, a helyi püspök 1995-beni túszulejtéséig tartó – a hercegovinai ferencesek és követőik valamint a helyi püspökség közötti – eszkalálódó helyi konfliktus fényében érthetjük meg.
2009. június 12-én Perić püspök az Oasi della Pace („A béke oázisa“) közösségnek, amely a međugorjei kápolnában működött, megtiltotta a belépést a püspökség területére. Megtiltotta a plébániának is, hogy önmagát „szent helynek“ nevezze, valamint, hogy az állítólagos személyre szóló kinyilatkoztatásokat terjessze.

## Intézmények

### Plébánia
Fő temploma a Szent Jakab-templom, ahol rendszeres eucharisztikus imaórákat tartanak és lelki programot adnak a hívőknek.
A Sveti Jakov hitközség Međugorje mellett magába foglalja Bijakovići, Vionica, Miletina és Šurmanci. A ferences rend hercegovinai tartományának gondozása alatt áll.

### Szociális intézmények
Međugorjében több intézmény van, amely a segítségre szorulóknak segít. Ezeket Slavko Barbarić atya kezdeményezésére hozták létre.
A „Dorf Cenacolo“ (olasz nyelvű neve a Coenaculumnak) és a drog-központ „Campo della vita“ (olasz nyelvű neve az élet helyének) azok az intézmények, melyek a fiataloknak segítenek megszabadulni káros szenvedélyüktől.
A „Majčino selo“ (horvát neve az anya-falunak) olyan intézmény, amely árva gyermekek iskola előtti nevelését és szociális gondozását szolgálja. A boszniai háború alatt az elesett katonák gyermekei és gyermekeiket egyedül nevelő anyák, megerőszakolt nők találtak itt szállást és ellátást.

### Rádióadó
Međugorje rendelkezik saját rádióadóval (Radio „Mir“ Međugorje – „Béke rádió Međugorje), melynek adását világszerte hallhatjuk.

### Rendezvények
A hely a világ minden tájáról vonzza a fiatalokat. Minden nyáron van egy  Međugorjei ifjúsági fesztivál, amelyen ezrével vesznek részt fiatalok.
Évi egy alkalommal maratont rendeznek Grudetól Ljubuškin át Međugorjéig. Ennek a mottója „Gospához futunk“.

## Történelme

### Korai történelme
1566 óta létezik Međugorjétól keletre a Neretva-völgyben a Žitomislići szerb-ortodox kolostor. A középkorban felállított sírkövek megmaradtak a mai napig a Groblje Srebrenica temetőben (Miletina negyed) és a Vionica negyedben. A Miletina negyed temetőjének területén megmaradtak még római kori építmények is, melyeknek maradványeit eddig nem teljesen ásták ki.

### 19. század és 20. század eleje
1882-ben megépült a vasútvonal Mostar és a dalmát Adriapart között a Šurmanci negyedben lévő vasútállomással, amellyel az egykori falu bekapcsolódott a vasúti hálózatba.
A Sveti Jakov katolikus plébániát 1892-ben Paškal Buconjić vom Mosta-i püspök hívta életre. A 12 méter magas betonfeszület a Križevacon (Kereszhegy) nevű hegyen, mely a kálváriát (križni put) lezárja 1934-ben készült el.

### A második világháború
1941-ben, amikor is Međugorje a Független Horvátországhoz tartozott, a Žitomislići kolostort az usztasák feldúlták és felgyújtották a refektoriumot.
1941. június 21-én. Az usztasák a Šurmanci negyedben vérfürdőt hajtottak végre 559 szerb civil áldozattal, ami az illetékes Alojzije Mišić püspököt arra indította, hogy 1941 szeptemberében tiltakozó levelet írjon a zágrábi érseknek Alojzije Stepinacnak. Jugoszlávia kommunista kormánya az üreget, melyben a tetemek voltak, egy betonlappal lezáratta, emiatt ezeket csak 1989-ben exhumálthatták és temethették el a szomszédos Čapljina Prebilovci temetőjében.

### Zarándokhellyé válás
1981. június 24-én jelentek meg az első hírek a Mária-jelenésekről a Crnica hegyén (Bijakovići negyed) és kevéssel később az első erre vonatkozó összeütközések a jugoszláv állammal. A zarándokok adakozásait a rendőrség lefoglalta és a úgynevezett jelenések hegyéhez vezető utat átmenetileg lezárta.
1981 októberében Jozo Zovko plébánost – náci összeesküvésben való állítólagos részvételéért három és féléves szabadságvesztésre és kényszermunkára ítélték. Miután többek közt az Amnesty International a szabadlábra helyezését követelte és fellebbezéssel élt, a büntetést a jugoszláv legfelsőbb bíróság másfél évre mérsékelte és 1983-ban a plébános büntetése letelt.
Jugoszlávia szétesése utolsó éveiben a zarándokforgalmat az állam többé nem akadályozta.

### Međugorje a boszniai háború idején
A Horvát Védelmi Erők hatáskörében maradt Međugorje a boszniai háború idején és 1993-ban de facto a nemzetközi elismertség nélküli Bosznia-hercegovinai Köztársaság része lett. A Daytoni békeszerződés révén Međugorje 1995-ben a többségében bosnyák- és horvátlakta Bosznia-hercegovinai Föderáció része lett.
1992 júliusában a helység a Horvát Védelmi Tanács által kezdeményeztt úgynevezett etnikai tisztogatás kiinduló pontja lett, mely a Žitomislići szerb-ortodox kolostor teljes lerombolásával járt. 1993-tól a horvát hadurak a közelben öt nagyobb hadifogolytábort létesítettek, köztük a Dretelj tábort. Ezekben állítólag bosnyák és szerb foglyokat kínoztak és gyilkoltak meg. A ferences rend Bijakovići negyedben lévő telkét, a podbrdo („jelenések hegye“) alatt egy helyi fegyverkereskedő szabadcsapata aknavetők gyakorlóterének használta.
1995. április 2-án, a püspökségen belüli egyházi konfliktus csúcspontján Ratko Perić püspököt a horvát usztasa túszul ejtette, összeverte és egy a međugorjei ferences kápolnába vitték. Fogsága csak tíz óráig tartott, mert a mostari polgármester kezdeményezésére az ENSZ védelmi csapat fegyveres konfliktus nélkül kiszabadította.

### Fejlemények a boszniai háború után
Nyugat-Hercegovinában maradtak ENSZ-békefentartó csapatok a háborút követően és végre béke lett. Ante Jelavić politikus törekvései saját horvát entitás létrehozására sikertelenek maradtak, így Međugorje a Bosznia-hercegovinai Föderációban maradt.
A háború utáni idők gyors gazdasági fellendülést hoztak. A zarándokok számára a község több ezer ágynyi szálláshelyet biztosít hotelekben és panziókban. Medjugorje az évenkénti mintegy egymillió látogatójával Bosznia-Hercegovina legtöbb szállodai éjszakáját biztosítja.
Mostar és repülőtere kb. 20 kilométerre van észak felé. Ezt 1991-ben bezárták ugyan, de már 1998-ban ismét a polgári légiközlekedés része lett, ami sok turista számára egyszerű megközelítési lehetőség. Kiépült a közutak hálózata is. Šurmanciban van vasútállomás is a Neretva-völgy alsó szakaszán, a Ploče és Szarajevo közti vonalszakaszon.
2001. április 6-án a környék több, részben erőszakos tüntetés helye lett. Ezeket többek közt az ENSZ védelmi csapat intézkedése, a Hercegovačka banka helyi bankfiókjának bezárása váltotta ki. A bank biztosította a pénzügyi forgalom nagy részét Hercegovinában és rajta keresztül jutottak el a nemzetközi pénzadományok Međugorje számára. A bezárás indoka a gazdasági bűnözés volt, amely miatt a bankot átvizsgálták. A ferences rend, melyhez a helyi plébánia is tartozik, a bank részvényese volt.

## Neves polgárai
- Marin Čilić, teniszező

## Fordítás
- Ez a szócikk részben vagy egészben  a   Međugorje című német Wikipédia-szócikk fordításán alapul.  Az eredeti cikk szerkesztőit annak laptörténete sorolja fel. Ez a jelzés csupán a megfogalmazás eredetét és a szerzői jogokat jelzi, nem szolgál a cikkben szereplő információk forrásmegjelöléseként.